# Dunsum
Dunsum (dansk/tysk) eller Dunsem (nordfrisisk) er en landsby og kommune beliggende i det nordvestlige hjørne af friserøen Før i det vestlige Sydslesvig. I administrativ henseende hører kommunen under Nordfrislands kreds i delstaten Slesvig-Holsten i det nordlige Tyskland. 
Kommunen består af Store Dunsum og Lille Dunsum, og samarbejder på administrativt plan med andre kommuner på Før og Amrum i Før-Amrum kommunefællesskab (Amt Föhr-Amrum). 
I den danske tid indtil 1864 hørte Dunsum under Vesterland-Før og dermed som kongerigsk enklave direkte under Kongeriget Danmark. I kirkelig henseende hører landsbyen under Sankt Laurentii Sogn.
Dunsum er første gang nævnt 1462. Stednavnet kan henføres til personnavnet Dando, men der er usikkerhed om navnets oprindelse.